# 우메사토촌
우메사토촌(梅郷村)은 지바현의 북서부, 히가시카쓰시카군에 속했던 촌이다. 현재의 노다시에 해당한다.

## 역사
- 1889년 4월 1일 - 정촌제 시행에 의해 히가시카쓰시카군 우메사토촌이 성립하였다.
- 1911년 5월 1일 - 도부 노다선 우메사토역이 개통하였다.
- 1950년 5월 3일 - 히가시카쓰시카군 노다정, 아사히촌, 나나후쿠촌과 합병해 노다시를 신설하였다.

## 교통

### 철도
- 도부철도
  - 노다선